# Saddiq Bey
Saddiq Bey (Charlotte, 9 de abril de 1999) é um jogador norte-americano de basquete profissional que atualmente joga no New Orleans Pelicans da National Basketball Association (NBA).
Ele jogou basquete universitário na Universidade de Villanova e foi selecionado pelo Brooklyn Nets como a 19ª escolha geral no draft da NBA de 2020.

## Carreira no ensino médio
Bey é filho de Drewana Bey, um diretor de escola secundária que jogava basquete universitário em Charlotte. Ele frequentou a DeMatha Catholic High School em seu primeiro ano antes de se transferir para a Sidwell Friends School, atraído por seus estudos e excelência no basquete. Em seu terceiro ano, Bey teve médias de 14,5 pontos, 6,5 rebotes, 2 assistências e 2 roubos de bola para levar Sidwell ao título estadual. Ele machucou o tornozelo quando estava em seu último ano e perdeu vários jogos. Em seu último ano, Bey teve médias de 21 pontos e oito rebotes.
Um recruta de quatro estrelas, Bey foi classificado como o 83º melhor jogador de sua classe pelo 247Sports.com. Ele se comprometeu com a Universidade Estadual da Carolina do Norte em 2 de novembro de 2017. No entanto, ele pediu para ser dispensado de sua carta de intenções em maio de 2018 e a universidade negou-lhe uma autorização para jogar na Atlantic Coast. Depois de visitar Wake Forest, Boston College e Vanderbilt, ele assinou com Villanova em 15 de junho. O técnico do Villanova, Jay Wright, recrutou Bey no início do ensino médio, mas começou a procurá-lo depois que Omari Spellman foi para a NBA e uma bolsa de estudos foi disponibilizada.

## Carreira universitária
Em sua estreia contra Morgan State, Bey terminou com 16 pontos e quatro rebotes. Em seus primeiros seis jogos, ele teve médias de pouco menos de 16 pontos. Em 30 de janeiro de 2019, Bey fez seu primeiro duplo-duplo com 16 pontos e 11 rebotes contra DePaul. Na final do Torneio da Big East, Bey contribuiu com 16 pontos e 10 rebotes na vitória por 74-72 contra Seton Hall. Com essa vitória, Villanova se tornou o primeiro time tri-campeão consecutivos do torneio. Como calouro, Bey foi titular em 29 dos 36 jogos e teve médias de 8,2 pontos e 5,1 rebotes. Ele foi nomeado para a Equipe de Novatos da Big East.
Entrando em sua segunda temporada, em 4 de dezembro, Bey marcou 27 pontos para levar Villanova a uma vitória por 80-69 sobre Penn. Em 11 de janeiro de 2020, ele marcou 33 pontos, incluindo oito cestas de três pontos, em uma vitória por 80-66 sobre Georgetown. No final da temporada regular, Bey foi escolhido por unanimidade para a Primeira-Equipe da Big East, ganhou o Troféu Robert V. Geasey como o melhor jogador do Philadelphia Big 5 e o Prêmio Julius Erving como o melhor Ala do país. Ele foi o terceiro jogador de Villanova a ganhar o Prêmio Julius Erving nas seis temporadas anteriores, seguindo Josh Hart em 2017 e Mikal Bridges em 2018. Ele teve médias de 16,1 pontos, 4,7 rebotes e 2,4 assistências em seu segundo ano.

## Carreira profissional

### Detroit Pistons (2020–2023)
Bey foi selecionado pelo Brooklyn Nets como a 19º escolha geral pelo Draft da NBA de 2020. Em 19 de novembro de 2020, o Detroit Pistons adquiriu Bey em uma troca envolvendo três equipes. Em 1º de dezembro, os Pistons anunciaram que haviam assinado um contrato de 4 anos e US$13 milhões com Bey. Em 15 de fevereiro de 2021, ele foi nomeado o Jogador da Semana da Conferência Leste. Ele terminou em 4º na votação de Novato do Ano.
Em 1º de janeiro de 2022, Bey acertou uma cesta de três pontos que deu a vitória a equipe nos segundos finais da prorrogação contra o San Antonio Spurs. Dois dias depois, ele registrou 34 pontos e oito rebotes na vitória por 115-106 sobre o Milwaukee Bucks. Em 17 de março de 2022, Bey teve 51 pontos, 9 rebotes, quatro assistências e três roubos de bola na vitória por 134-120 contra o Orlando Magic.
Em 23 de março de 2022, Bey estabeleceu um recorde dos Pistons de mais arremessos de 3 pontos feitos em uma temporada com 191, quebrando o recorde anterior de Allan Houston.

### Atlanta Hawks (2023–2024)
Em 9 de fevereiro de 2023, Bey foi negociado com o Atlanta Hawks em uma troca de quatro times que também envolveu o Golden State Warriors e Portland Trail Blazers.
Em 13 de fevereiro, ele fez sua estreia nos Hawks e registrou 12 pontos e cinco rebotes na derrota por 144-138 para o Charlotte Hornets.
Em 28 de janeiro de 2024, Bey marcou 26 pontos e fez uma enterrada decisiva na vitória por 126–124 sobre o Toronto Raptors. Em 11 de março, Bey sofreu uma ruptura do ligamento cruzado anterior (LCA), o que o afastou do restante da temporada.

### Washington Wizards (2024–2025)
Em 12 de julho de 2024, Bey assinou um contrato de três anos e US$ 20 milhões com o Washington Wizards.

### New Orleans Pelicans (2025-Presente)
Em Junho de 2025, Bey foi trocado para o New Orleans Pelicans

## Estatísticas da carreira

### NBA

#### Temporada regular
| Ano      | Equipe   | PJ  | PT  | MPJ  | AP   | 3P   | LL   | RT  | AS  | BR  | TO | PPJ  |
| -------- | -------- | --- | --- | ---- | ---- | ---- | ---- | --- | --- | --- | -- | ---- |
| 2020–21  | Detroit  | 70  | 53  | 27.3 | .404 | .380 | .844 | 4.5 | 1.4 | .7  | .2 | 12.2 |
| 2021–22  | Detroit  | 82  | 82  | 33.0 | .396 | .346 | .827 | 5.4 | 2.8 | .9  | .2 | 16.1 |
| 2022–23  | Detroit  | 52  | 30  | 28.8 | .404 | .345 | .861 | 4.7 | 1.6 | 1.0 | .2 | 14.8 |
| 2022–23  | Atlanta  | 25  | 7   | 25.1 | .470 | .400 | .862 | 4.8 | 1.4 | .8  | .0 | 11.6 |
| 2023–24  | Atlanta  | 63  | 51  | 32.7 | .416 | .316 | .837 | 6.5 | 1.5 | .8  | .2 | 13.7 |
| Carreira | Carreira | 292 | 223 | 29.3 | .418 | .357 | .846 | 5.1 | 1.7 | .8  | .1 | 13.6 |

#### Play-In
| Ano  | Equipe  | PJ | PT | MPJ  | AP   | 3P   | LL | RT  | AS | BR | TO  | PPJ  |
| ---- | ------- | -- | -- | ---- | ---- | ---- | -- | --- | -- | -- | --- | ---- |
| 2023 | Atlanta | 1  | 0  | 33.4 | .412 | .333 | –  | 6.0 | .0 | .0 | 1.0 | 17.0 |

#### Playoffs
| Ano  | Equipe  | PJ | PT | MPJ  | AP   | 3P   | LL   | RT  | AS  | BR | TO | PPJ |
| ---- | ------- | -- | -- | ---- | ---- | ---- | ---- | --- | --- | -- | -- | --- |
| 2023 | Atlanta | 6  | 0  | 22.1 | .375 | .389 | .889 | 4.0 | 1.0 | .5 | .0 | 7.5 |

### Universitário
| Ano      | Equipe    | PJ | PT | MPJ  | AP   | 3P   | LL   | RT  | AS  | BR | TO | PPJ  |
| -------- | --------- | -- | -- | ---- | ---- | ---- | ---- | --- | --- | -- | -- | ---- |
| 2018–19  | Villanova | 36 | 29 | 29.6 | .458 | .374 | .644 | 5.1 | 1.3 | .9 | .3 | 8.2  |
| 2019–20  | Villanova | 31 | 31 | 33.9 | .477 | .451 | .769 | 4.7 | 2.4 | .8 | .4 | 16.1 |
| Carreira | Carreira  | 67 | 60 | 31.7 | .467 | .412 | .706 | 4.9 | 1.8 | .8 | .3 | 12.1 |